# 裡冷林道
裡冷林道，為台灣臺中市內的一條林道。入口位於台8線27公里處，穿越裡冷部落，沿著裡冷溪左側，蜿蜒進入上游地區，是進入裡冷溪流域的唯一通道，約18公里處越過稜線，進入南投縣北港溪流域，全長約52公里。
林道周邊生態資源豐富，除了4.5到6公里左右為山地保留區，允許低度開發外，6公里以後屬於管制路段，生態干擾程度低，林相、動植物種類豐富。沿途可見二葉松、五葉松、大葉楠、香楠、雅楠、山麻黃等多種台灣原生植物，亦有許多種類的蟲、鳥、蛙、蝶。
林道坡度稍陡，但沿途風景優美，車流極少，因故有許多自行車、越野車騎士前來挑戰。